# Людмила Балабанова
Людмила Вертер Балабанова е българска поетеса и авторка на културологични изследвания. Автор е на осем поетически книги и на една теоретична, както и съставител и редактор на антология със 101 български хайку Огледала (на български, английски и френски).

## Биография
Родена е на 18 юни 1949 г. в Нови Пазар, Шуменска област. Завършва Техникума по слаботокова електротехника „А. С. Попов“ в София (1968), а след това – Висшия машинно-електротехнически институт (1973). След дипломирането си започва работа като научен сътрудник в Института по съобщителна промишленост и работи там до закриването му през 1992, след което постъпва като главен асистент, преподавател по компютърни системи, в ТУЕС към Техническия университет. През 2012 защитава докторска дисертация в Института за литература – БАН (на тема „Силата на неизговореното в поетичния текст и максималното ѝ проявление в хайку“).
Пише и публикува поезия, както и статии и есета, свързани с далекоизточната литература и култура, част от които са публикувани в чужбина.
Редактор за България на Световната хайку асоциация (World Haiku Association); редактор за България на Световната хайку фондация (The Haiku Foundation); редактор за България на Хайкупедия (Haikupedia); председател на Хайку клуб София – тесен кръг от писатели, които се интересуват активно от хайку. От 2020 е член на редакторския екип на годишната антология с англоезичен хайбун Contemporary Haibun, която включва най-добрите публикувани творби през годината.
Участва с доклади в международни конференции, сред които Втората конференция на Световната хайку асоциация в Тенри, Япония, 2002; Втората европейска хайку конференция във Вадстена, Швеция, 2007; Втората международна конференция в Краков, Полша, 2015; Конференции в рамките на Международния хайку фестивал в Гент, Белгия, 2010, 2015; Международния хайку фестивал в Констанца, Румъния, 2013 и др.
Нейни стихотворения, хайку и статии са публикувани в български и чужди списания и включени в над 40 антологии и сборници в чужбина. През 2015 г. е сред поканените няколко поети от различни континенти да напишат отзив за корицата на втората световна хайку антология (A Vast Sky, USA, 2015).

### Поезия
- Драскотина от звезда. София: Издателска къща „Пламък“, 1992
- Светулката знае. София: „Лада“, 1996
- Песен на щурец / Cricket Song. Хайку / Haiku. Пловдив: Жанет 45, 2002
- Храна за луната. Пловдив: Жанет 45, 2004
- Прашинки в слънчевия лъч / Motes in the sunbeam. Хайку / Haiku. Пловдив: Жанет 45, 2007
- Сияния и сенки се гонят. Пловдив: Жанет 45, 2009
- Град без море. Пловдив: Жанет 45, 2015
- Роса върху бурените / Dewdrops on the Weeds. Хайку / Haiku. София – Лондон: Смол Стейшънс Прес, 2016
- Слънчогледова нива / Sunflower Field. Хайбун / Haibun. Пловдив: Жанет 45, 2019

### Културологични изследвания
- Хайку: водно конче под шапката (Силата на неизговореното). София: Издателски център „Боян Пенев“, Институт за литература, БАН, 2014

### Антологии
- Оледала / Mirrors / Miroirs 101 български хайку (съст. и ред., превод на англ.). София: Издателство ЛЦР, 2005

## Награди
- Номинация за наградата на Портал Култура в раздел Хуманитаристика, II кръг, 2015, за книгата Хайку: водно конче под шапката (Силата на неизговореното)[5]
- Номинация за наградата „Христо Фотев“, 2016, за книгата Град без море[6]
- Награда „Иван Николов“ (трета), 2015, за книгата Град без море[7]

Носител на международни награди, сред които:
- Награда от специалния хайку конкурс на Мие Таймс, Япония, по случай 360-годишнината от рождението на Башо (Bashō Memorial English Haiku Contest, Iga, Japan, 2004);[8]
- Трета награда от конкурса за хайку между участниците във Втората европейска хайку конференция във Вадстена, Швеция, 2007;[9]
- Първа награда в конкурса на Международния хайку фестивал в Констанца, Румъния (International Haiku Festival Contest, Constanța, Romania, 2013);[10]
- Наградата на Хайку фондацията (The Haiku Foundation Touchstone Distinguished Books Award, Honorable Mention), 2016, за книгата Роса върху бурените / Dewdrops on the Weeds. Хайку / Haiku;[11]
- Наградата на Хайку фондацията (The Haiku Foundation Touchstone Distinguished Books Award, Winner), 2019, за книгата Слънчогледова нива / Sunflower Field. Хайбун / Haibun;
- Наградата на Американското хайку общество (Haiku Society of America Merit Book Award for 2020) за най-добра книга с хайбун (Best Haibun Book).[12].